# Fernando Silva (Badminton)
Fernando Silva (* 17. Dezember 1972 in Peniche) ist ein portugiesischer Badmintonspieler. 

## Karriere
Fernando Silva nahm 1992 im Herrendoppel und -einzel an Olympia teil. In beiden Disziplinen unterlag er in seinem Auftaktmatch und wurde somit 17. im Doppel und 33. im Einzel. Bereits 1991 hatte er seinen ersten nationalen Titel errungen. 1994 siegte er bei den Slovenian International, 1997 bei den Portugal International.

## Sportliche Erfolge
| Saison | Veranstaltung                                | Disziplin    | Platz | Name                               |
| ------ | -------------------------------------------- | ------------ | ----- | ---------------------------------- |
| 1990   | Portugal: Einzelmeisterschaften der Junioren | Mixed        | 1     | Fernando Silva / Sonia Lopes       |
| 1990   | Portugal: Einzelmeisterschaften der Junioren | Herreneinzel | 1     | Fernando Silva                     |
| 1990   | Portugal: Einzelmeisterschaften der Junioren | Herrendoppel | 1     | Fernando Silva / C. Valgi          |
| 1991   | Portugal: Einzelmeisterschaften              | Herrendoppel | 1     | Jorge Cação / Fernando Silva       |
| 1991   | Portugal: Einzelmeisterschaften              | Mixed        | 1     | Fernando Silva / Sonia Lopes       |
| 1992   | Portugal: Einzelmeisterschaften              | Mixed        | 1     | Fernando Silva / Sonia Lopes       |
| 1992   | Olympia                                      | Herrendoppel | 17    | Ricardo Fernandes / Fernando Silva |
| 1992   | Olympia                                      | Herreneinzel | 33    | Fernando Silva                     |
| 1992   | Portugal: Einzelmeisterschaften              | Herrendoppel | 1     | Jorge Cação / Fernando Silva       |
| 1992   | Portugal: Einzelmeisterschaften              | Herreneinzel | 1     | Fernando Silva                     |
| 1993   | Portugal: Einzelmeisterschaften              | Herrendoppel | 1     | Fernardo Silva / Ricardo Fernandes |
| 1993   | Portugal: Einzelmeisterschaften              | Mixed        | 1     | Fernardo Silva / Sonia Lopes       |
| 1994   | Portugal: Einzelmeisterschaften              | Herrendoppel | 1     | Fernando Silva / Ricardo Fernandes |
| 1994   | Portugal: Einzelmeisterschaften              | Mixed        | 1     | Fernando Silva / Sonia Lopes       |
| 1994   | Slovenian International                      | Herrendoppel | 1     | Fernando Silva / Ricardo Fernandes |
| 1995   | Portugal: Einzelmeisterschaften              | Mixed        | 1     | Fernando Silva a Sonia Lopes       |
| 1995   | Portugal: Einzelmeisterschaften              | Herrendoppel | 1     | Fernando Silva / Ricardo Fernandes |
| 1996   | Portugal: Einzelmeisterschaften              | Herreneinzel | 1     | Fernando Silva                     |
| 1997   | Portugal: Einzelmeisterschaften              | Herreneinzel | 1     | Fernando Silva                     |
| 1997   | Portugal International                       | Herrendoppel | 1     | Fernando Silva / Hugo Rodrigues    |
| 1997   | Portugal: Einzelmeisterschaften              | Herrendoppel | 1     | Fernando Silva / Hugo Rodrigues    |
| 1998   | Portugal: Einzelmeisterschaften              | Herreneinzel | 1     | Fernando Silva                     |
| 1998   | Portugal: Einzelmeisterschaften der Junioren | Herrendoppel | 1     | Miguel Almelda / Ricardo Silva     |
| 1998   | Portugal: Einzelmeisterschaften              | Herrendoppel | 1     | Fernando Silva / Hugo Rodrigues    |
| 1999   | Portugal: Einzelmeisterschaften              | Herrendoppel | 1     | Fernando Silva / Hugo Rodrigues    |
| 1999   | Portugal: Einzelmeisterschaften              | Herreneinzel | 1     | Fernando Silva                     |
| 1999   | Portugal: Einzelmeisterschaften der Junioren | Herrendoppel | 1     | Miguel Almelda / Ricardo Silva     |
| 1999   | Portugal: Einzelmeisterschaften der Junioren | Herreneinzel | 1     | Ricardo Silva                      |
| 1999   | Portugal: Einzelmeisterschaften der Junioren | Mixed        | 1     | Ricardo Silva / Filipa Lamy        |
| 2002   | Portugal: Einzelmeisterschaften              | Mixed        | 1     | Fernando Silva / Filipa Lamy       |
| 2003   | Portugal: Einzelmeisterschaften              | Herrendoppel | 1     | Fernando Silva e Ricardo Fernandes |
| 2003   | Portugal: Einzelmeisterschaften              | Mixed        | 1     | Fernando Silva / Vânia Leça        |
| 2012   | Portugal: Einzelmeisterschaften              | Herrendoppel | 1     | Fernando Silva / Hugo Rodrigues    |
| 2013   | Portugal: Einzelmeisterschaften              | Herrendoppel | 1     | Fernando Silva / Hugo Rodrigues    |
| 2014   | Portugal: Einzelmeisterschaften              | Herrendoppel | 1     | Fernando Silva / Hugo Rodrigues    |
| 2014   | Portugal: Einzelmeisterschaften              | Mixed        | 1     | Fernando Silva / Daniela Conceição |